# Indogrammodes pectinicornalis
Indogrammodes là một chi bướm đêm thuộc họ Crambidae. Chi này chỉ gồm một loài Indogrammodes pectinicornalis, thừng được tìm thấy ở Ấn Độ.